# Vlag van Gesves
De vlag van Gesves is op 19 oktober 1984 bij raadsbesluit vastgesteld als de vlag van de Naamse gemeente Gesves. De vlag kan als volgt worden beschreven:
Gekwartierd geel-blauw met in het midden het gemeentewapen.
De vlag werd pas op 18 december 1991 bevestigd door de Franse Gemeenschapsregering. De kleuren van de vlag zijn afkomstig van het eerste en vierde kwart van het gemeentewapen, dat ook op de vlag is afgebeeld.